# Caligus biseriodentatus
Caligus biseriodentatus is een eenoogkreeftjessoort uit de familie van de Caligidae. De wetenschappelijke naam van de soort is voor het eerst geldig gepubliceerd in 1957 door Shen.